# 怀远镇 (河池市)
怀远镇，是中华人民共和国广西壮族自治区河池市宜州区下辖的一个乡镇级行政单位。

## 行政区划
怀远镇下辖以下地区：
怀远社区、怀远村、楞（同音）达村、甘村、谭村、李家寨村、罗山村、坪上村、拉外村、大任村和北斗村。